# Ernst Huberty
Ernst Huberty (Trier, 22 februari 1927 – Frechen, 24 april 2023) was een Luxemburgs-Duits televisiepresentator en sportjournalist.

## Jeugd en opleiding
De vader van Ernst Huberty was Luxemburger, maar hij woonde met zijn familie in de Duitse plaats Trier en verhuisde in 1932 naar Koblenz. Tijdens de Tweede Wereldoorlog was Huberty flakhulp. 
Na het einde van de oorlog haalde hij zijn eindexamen. Na een studie germanistiek en filosofie aan de Johannes Gutenberg Universiteit in Mainz en vrijwilligerswerk bij de Koblenzer Zeitung begon hij in 1950 zijn carrière als sportreporter bij de SWF in Baden-Baden. Daar presenteerde hij tot december 1956 een tv-uitzending met Sport am Montag.

## Carrière
In januari 1957 werd hij verplaatst naar de WDR-redactie van Hier und Heute, vanaf 1960 behoorde hij bij de sportredactie van de WDR. Vanaf juni 1961 presenteerde hij de in Duitsland vermaarde ARD-Sportschau, die hij met vriendelijke zakelijkheid en zijn bijzonder kapsel karakteriseerde.
In januari 1970 aanvaardde Huberty de leiding over de afdeling Sport bij de WDR. In deze functie bedacht hij in maart 1971 het Tor des Monats, programma onderdeel van de Sportschau. Zijn functie als sportchef moest hij in maart 1982 neerleggen wegens een reiskostendeclaratie met te hoge onkosten. Hij werd teruggezet naar het derde programma van de WDR. In april 1991 ging hij als commentator naar de toen nog jonge betaalzender Premiere, in oktober 2002 viel hij kortstondig in bij de sportuitzending Ran van Sat 1 voor een Bundesligawedstrijd.
Huberty werkte in de tussentijd ook als presentatorcoach, eerst bij de ZFP (ARD/ZDF-bijscholing, later ARD/ZDF media-academie), met onder andere Stefan Wachtel, maar ook voor particuliere zenders (Premiere, Sat.1). Hij coachte presentatoren als Reinhold Beckmann, Johannes B. Kerner, Oliver Welke en Monika Lierhaus.
Huberty voorzag in de periode 1960 tot 1982 veel grote sportgebeurtenissen als livereporter van commentaar, waaronder de zogenaamde wedstrijd van de eeuw Duitsland – Italië (17 juni 1970) in Mexico-Stad. Hij was commentator bij de live-uitzending van de WK-wedstrijd Duitsland – Polen ( 3 juli 1974), die wegens de abnormale regenval en een bijna onbespeelbaar veld als Wasserschlacht von Frankfurt de voetbalgeschiedenis inging, evenals de als Nacht van Belgrado bekend geworden finale van de Europese kampioenschappen (op 20 juni) in 1976. Bovendien leverde hij het commentaar bij de DFB-Pokalfinale tussen Borussia Mönchengladbach en 1. FC Köln, waarin Günter Netzer zichzelf inwisselde op het einde van de wedstrijd en het winnende doelpunt scoorde.

## Privéleven
Ernst Huberty was twee keer getrouwd en woonde in Frechen, bij Keulen. Hij overleed in 2023 op 96-jarige leeftijd.

## Onderscheiding
- 2011 Herbert-Award voor zijn levenswerk

- Gemeinsame Normdatei: 1100203672
- International Standard Name Identifier: 0000 0000 0934 6359
- Library of Congress Control Number: no2016052707
- Nederlandse Thesaurus van Auteursnamen: 071659935
- Virtual International Authority File: 22655976
- WorldCat: E39PBJpJbJKbVcjTk7fQYxf8YP